# Tang - bønder i havet
|  | Denne artikel er oprettet af botten PalnaBot ud fra en ekstern database. Den kan derfor have sproglige fejl eller mangler. Denne skabelon kan fjernes efter kontrol af indholdet. |

Tang - bønder i havet er en film instrueret af Malene Ravn efter manuskript af Malene Ravn.

## Handling
Dokumentarfilm om børn i Filippinerne, der tjener penge til deres fattige familier ved at fiske tang op fra havets bund. Tangen bruges bl.a. som tilsætning til mad og kosmetik i den vestlige verden.